# Wallstraße 11 (Düsseldorf)
Das Gebäude Wallstraße 11 in Düsseldorf verfügt über ein denkmalgeschütztes Tonnengewölbe, das aus dem 17. Jahrhundert stammt. Der Gewölbekeller ist ein Zeugnis aus der Zeit um 1696, als die ehemalige Walllinienstraße beidseitig bebaut wurde. Das Tonnengewölbe wurde am 28. Dezember 1989 unter Denkmalschutz gestellt.
Heinrich Ferber beschreibt um 1890 die Geschichte des Hauses:

„Das einzige Hause, worüber wir sichere Nachricht haben, trägt die Nr. 11. Es hiess hier schon 1748 zu den drey weissen Kreuzern; damals war es im Besitz der Eheleute Bingen. 1765 verkaufte es Christian Arnsdorf an Johann Peter Esser und zu Beginn dieses Jahrhunderts gehörte es dem Johann Peter Willems.“